# Drassodes monticola
Drassodes monticola är en spindelart som först beskrevs av Kroneberg 1875.  Drassodes monticola ingår i släktet Drassodes och familjen plattbuksspindlar. Inga underarter finns listade i Catalogue of Life.